# Fenwick Smith
Fenwick Smith (1949 - 19. juli 2017) var en amerikansk fløjtenist. Han studerede hos Joseph Mariano ved Eastman School of Music, hvorfra han dimitterede i 1972. Kort derefter blev han medlem af New England Woodwind Quintet og påbegyndte et 13 år langt medlemskab af Boston Musica Viva. Han blev assisterende førstefløjtenist for Boston Symphony Orchestra i 1978, i hvilken stilling han forblev indtil september 2006. Gennem den tid var han ligeledes førstefløjtenist for Boston Pops Orchestra. Smith var også medlem af Boston Chamber Music Society siden 1984, og gav siden 1983 årlige koncerter i Jordan Hall.
Smith havde et ry for at spille nye værker og gjorde sig især bemærket med førsteindspilninger af værker af komponister som Copland, Foote, Gaubert, Ginastera, Koechlin, Dahl, Harbison, Cage, Pinkham, Erwin Schulhoff, Schuller, Schönberg, Ned Rorem og Reinecke.